# FK Spartaks Jūrmala
FK Spartaks Jūrmala é uma equipe letão de futebol com sede em Jūrmala. Disputa a primeira divisão da Letônia (Virslīga).
Seus jogos são mandados no Slokas Stadium, que possui capacidade para 2.500 espectadores.

## História
O FK Spartaks Jūrmala foi fundado em 2007.

## Títulos
- Campeonato Letoniano: 2016, 2017

## Uniformes

### 1º Uniforme
| 2020 | 2019 | 2018 | 2017 | 2016 | 2015 | 2014 |

### 2º Uniforme
| 2020 | 2019 | 2018 | 2017 | 2016 | 2015 | 2014 |

### 3º Uniforme
| 2020 | 2019 | 2018 |  |  |  |  |  |  |  |  |  |  |  |  |  |  |  |  |  |  |  |  |  |  |  |  |  |  | 2016 | 2015 |